# Приск Аттал
Приск Аттал (лат. Priscus Attalus; умер после 416) — римский император (дважды, в 409 и 414—415 годах), узурпатор при Гонории.

## Биография
Приск Аттал был греком из Азии. Его отец (возможно, Публий Ампелий) переехал в Италию при Валентиниане I. До 394 года он, очевидно, занимал какой-то пост (возможно, проконсула или викария), так как известно, что в это время он получил титул «спектабиля».
В 398 году был членом успешного посольства к императору Гонорию в Равенну. В 409 году, во время первой осады Аларихом Рима, он вновь был отправлен к Гонорию с посольством. Хотя посольство своих целей не добилось, Аттал был назначен комитом священных щедрот (казначеем) и отправлен обратно в Рим. Там он вскоре был назначен префектом города. Когда вестготы под предводительством Алариха вновь осадили Рим, то, так как городу угрожал голод, римляне предпочли пойти на переговоры с варварами. Аларих предложил им низвергнуть бездеятельного Гонория, засевшего на севере в сильно укреплённой Равенне и фактически предоставившего Рим самому себе. В этих условиях римский сенат по согласованию с Аларихом избрал императором префекта Аттала. 
Аттал сразу же назначил Алариха военным магистром Империи. Историк Олимпиодор Фиванский так описывал последующие события:

«Аттал, утвердившийся в своей власти против Гонория, выступил с войском по направлению к Равенне. К нему было отправлено посольство, — будто от императора Гонория к императору же. Его составляли Иовиан — эпарх и патрикий, Валент — магистр обеих милиций, Потамий — квестор, и Юлиан — примикерий нотариев. Они объявили Атталу, что присланы Гонорием для переговоров о совместном правлении. Аттал ответил отказом и сказал, что Гонорий может беспечально жить либо на острове, либо в другом каком-нибудь месте, где он пожелает. Иовиан весело ответил, что императора Гонория уже ограбили на одну часть царства. Аттал выбранил Иовиана: если император добровольно отказывается от своей власти, то это никак не значит, что его грабят. Иовиан многократно ходил послом, ничего не добился и остался у Аттала, получив от него звание патриция… А через несколько времени Аттал, не послушавшийся Алариха, а главным образом стараниями Иовиана, изменившего Гонорию, лишён был власти. Он остался жить на положении частного человека у Алариха».

Как можно видеть, первоначально Аттал держался довольно уверенно. Население Италии по-разному отнеслось к новому императору: если жители Бононии энергично сопротивлялись, то, например, Медиолан открыл перед ним ворота. После измены части своих приближённых положение Гонория стало совсем отчаянным. Однако, как позднее выразился Эдуард Гиббон, «есть Провидение (по крайней мере, так думает историк Прокопий), которое печётся о простаках и безумцах, а за Гонорием, конечно, нельзя бы было не признать особых прав на его покровительство». После того, как в осаждённую Равенну прибыли морем подкрепления из Восточной империи, а экспедиция, посланная Атталом в Африку для её подчинения, была разбита, позиции узурпатора сильно пошатнулись. Лишённый доверия Алариха, он был публично лишён им знаков императорского достоинства. Однако Аларих оставил ему жизнь.
Дальнейшие сведения о судьбе Аттала довольно фрагментарны. После смерти Алариха в следующем году Аттал нашёл пристанище у нового короля вестготов, Атаульфа. Олимпиодор сообщает, что на свадьбе Атаульфа с сестрой императора Гонория Галлой Плацидией бывший император произносил эпиталаму — торжественную речь. Он был снова провозглашён вестготами императором в 414 году, однако затем вестготы отступили в Испанию, и Аттал был вскоре схвачен комитом Констанцием (будущим императором Констанцием III) и отвезён к Гонорию. После пыток (Павел Орозий сообщает, что ему отрубили руку, а Олимпиодор — что только пальцы на правой руке) его отправили в изгнание на Липарские острова — туда, куда он за несколько лет до этого хотел сам сослать Гонория. Свержение Аттала отмечалось и в Константинополе (28 июня 416 года), и в Риме (очевидно, тоже в июне 416 года), где сам свергнутый император участвовал в триумфе Гонория.
Хотя Аттал был язычником, он, по сообщению Созомена, принял крещение ещё во время своего первого правления от епископа, который был готом и арианином. Симмах в одном из своих писем отмечал хорошее знание Атталом латыни и греческого, а также его интерес к литературе. Известно, что у него был сын Ампелий.

## Оценки деятельности
Павел Орозий так отзывался об Аттале и его возвышении:

«Что мне сказать о несчастнейшем Аттале, которому досталась честь пасть среди тиранов и умереть своей смертью? Аларих провозгласил его императором, низложил, вновь возвысил, и вновь ниспроверг — эти изменения происходили так быстро, что слова не поспевают за ходом дела, — тем самым потешался над ним как над мимом и любовался комедией императорской власти».

Позднее Эдуард Гиббон охарактеризовал Аттала гораздо более жёстко:

«Аттал созвал сенат и объявил в пышной и цветистой речи о своей решимости восстановить величие республики и снова присоединить к империи Египет и восточные провинции, когда-то признававшие над собою верховную власть Рима. Эти нелепые обещания внушали всякому благоразумному гражданину основательное презрение к личности узурпатора, который не обнаружил никаких военных дарований и возвышение которого было самой глубокой и самой позорной раной, какую когда-либо наносила республике дерзость варваров».

Е. Ч. Скржинская в своих комментариях к Олимпиодору считала, что

«Аттал пошёл на унизительную роль „императора“ при Аларихе, надеясь обмануть своего покровителя. Будучи видным магистратом в Риме и поднявшись до положения префекта города, Аттал принадлежал к ещё значительной группе римского общества — представителям отмиравшего класса рабовладельцев, которая боролась за восстановление язычества против крепнувшего христианства. К этой же группе последних защитников язычества принадлежал и известнейший оратор того времени Квинт Аврелий Симмах (ум. в 402 г.). В лице Аттала и его единомышленников выступал умирающий языческий мир в ожесточённой схватке с устанавливавшейся государственной религией… Судьба Аттала, его авантюра с использованием покровительства Алариха, его марионеточная роль императора и прислужничество варварскому вождю — характерная страница в истории гибнувшей Западной империи».